# 豊住駅

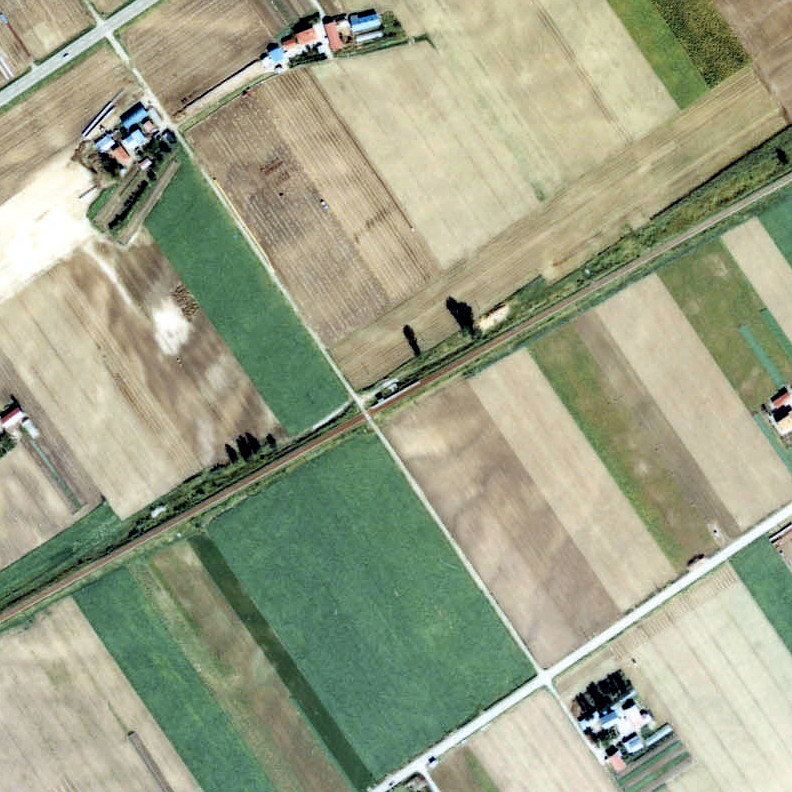
1977年、国鉄池北線時代の豊住駅と周囲500 m範囲。右が北見方面。
仮乗降場スタイルの簡易型ホームと、ホーム上横に待合室を持つ。池田側に西六号の踏切。周囲は山間の畑作地帯。

豊住駅（とよずみえき）は、北海道常呂郡置戸町字豊住にあった北海道ちほく高原鉄道ふるさと銀河線の駅（廃駅）である。国鉄・JR北海道池北線時代の電報略号はトヨ。事務管理コードは▲120502。

## 歴史

### 年表
- 1955年（昭和30年）8月20日：日本国有鉄道網走本線の豊住仮乗降場（局設定）として開業する[1]。
- 1959年（昭和34年）11月1日：駅に昇格する[1][3]。
- 1961年（昭和36年）4月1日：網走本線のうち、池田 - 北見間を池北線に改称。同線所属となる。
- 1987年（昭和62年）4月1日：国鉄分割民営化により北海道旅客鉄道（JR北海道）に継承される[1]。
- 1989年（平成元年）6月4日：特定地方交通線に選定されていた池北線の転換に伴い北海道ちほく高原鉄道に継承される[1]。
- 2006年（平成18年）4月21日：ふるさと銀河線の廃線に伴い駅が廃止される。

### 駅名の由来
地名より。名称は地名を改める際、「豊かに住みたい」という希望から名づけられた。

## 駅構造
単式ホーム1面1線を有する地上駅。

## 駅周辺
畑作地帯に農家住宅が点在する。
- 円山
- 北海道道50号北見置戸線
- 北海道北見バス 豊住7号線バス停

## 隣の駅
北海道ちほく高原鉄道
ふるさと銀河線
置戸駅 - 豊住駅 - 境野駅